# Fayette County (Texas)
Das Fayette County ist ein County im Bundesstaat Texas der Vereinigten Staaten. Das U.S. Census Bureau hat bei der Volkszählung 2020 eine Einwohnerzahl von 24.435 ermittelt. Der Sitz der Countyverwaltung (County Seat) befindet sich in La Grange.

## Geographie
Das County liegt südöstlich des geographischen Zentrums von Texas und hat eine Fläche von 2486 Quadratkilometern, wovon 25 Quadratkilometer Wasserfläche sind. Es grenzt im Uhrzeigersinn an folgende Countys: Lee County, Washington County, Austin County, Colorado County, Lavaca County, Gonzales County, Caldwell County und Bastrop County.

## Geschichte
Fayette County wurde am 14. Dezember 1837 aus Teilen des Bastrop County gebildet. Benannt wurde es nach Marie-Joseph Motier, Marquis de La Fayette, einem französischen General, der während der des Amerikanischen Unabhängigkeitskriegs in der Kontinentalarmee diente und später eine bedeutende Rolle in der Französischen Revolution spielte.
23 Bauwerke und Stätten des Countys sind im National Register of Historic Places (NRHP) eingetragen (Stand 20. Mai 2019).

## Demografische Daten

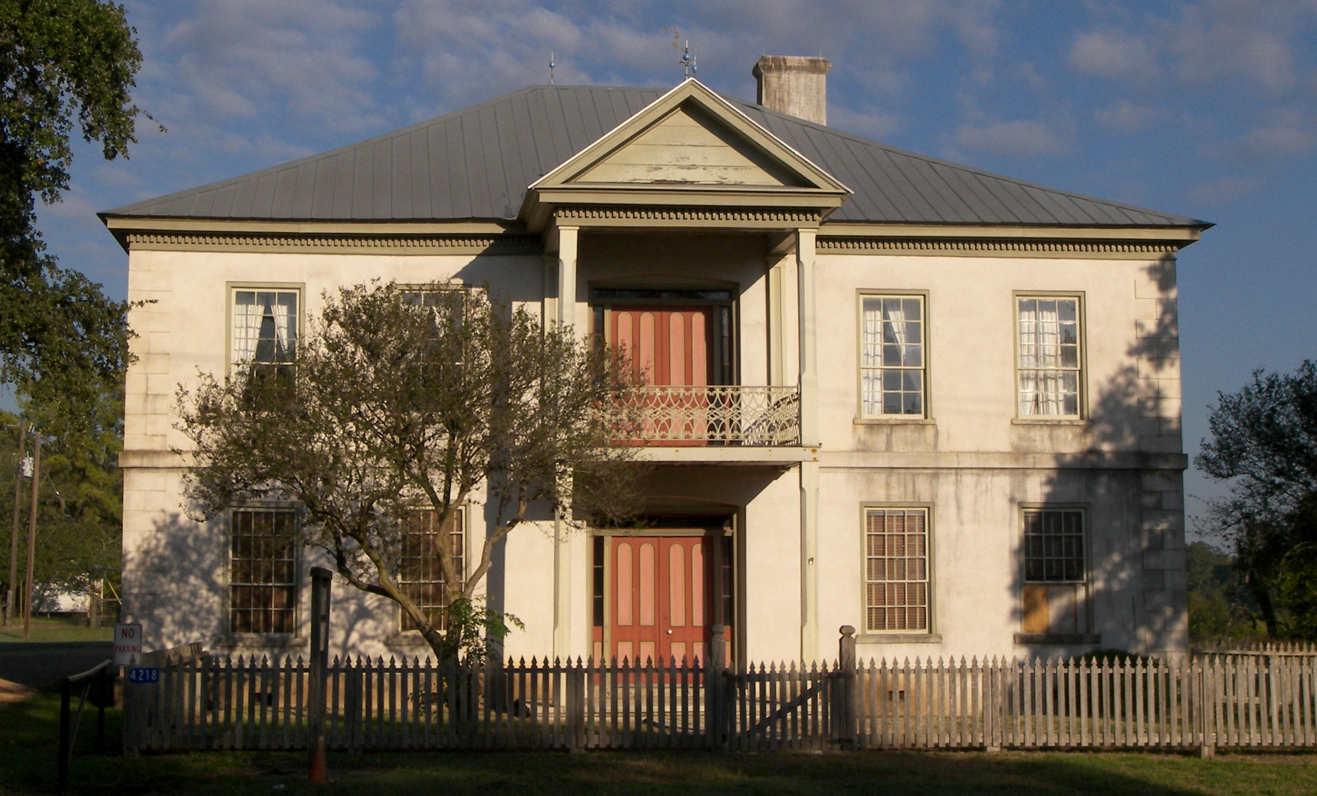
William Neese Homestead, gelistet im NRHP mit der Nr. 75001977

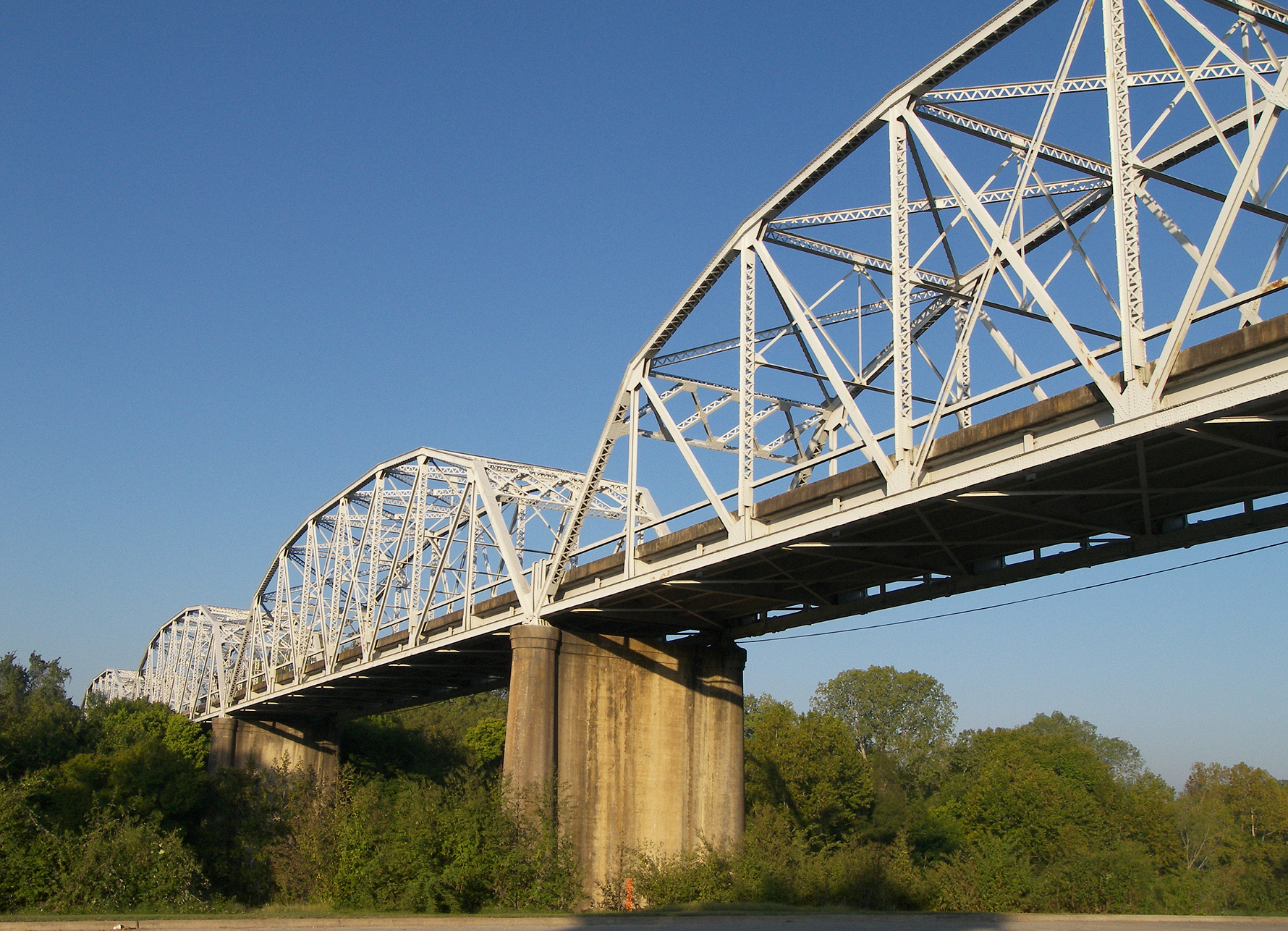
State Highway 71 Bridge über den Colorado River (Golf von Mexiko), gelistet im NRHP mit der Nr. 96001120

Nach der Volkszählung im Jahr 2000 lebten im Fayette County 21.804 Menschen in 8.722 Haushalten und 6.044 Familien. Die Bevölkerungsdichte betrug 9 Einwohner pro Quadratkilometer. Ethnisch betrachtet setzte sich die Bevölkerung zusammen aus 84,58 Prozent Weißen, 7,01 Prozent Afroamerikanern, 0,36 Prozent amerikanischen Ureinwohnern, 0,22 Prozent Asiaten, 0,06 Prozent Bewohnern aus dem pazifischen Inselraum und 6,66 Prozent aus anderen ethnischen Gruppen; 1,11 Prozent stammten von zwei oder mehr Ethnien ab. 12,78 Prozent der Einwohner waren spanischer oder lateinamerikanischer Abstammung.
Von den 8.722 Haushalten hatten 28,5 Prozent Kinder oder Jugendliche, die mit ihnen zusammen lebten. 58,0 Prozent waren verheiratete, zusammenlebende Paare 7,8 Prozent waren allein erziehende Mütter und 30,7 Prozent waren keine Familien. 28,0 Prozent waren Singlehaushalte und in 16,4 Prozent lebten Menschen im Alter von 65 Jahren oder darüber. Die durchschnittliche Haushaltsgröße betrug 2,44 und die durchschnittliche Familiengröße betrug 2,97 Personen.
23,2 Prozent der Bevölkerung war unter 18 Jahre alt, 7,0 Prozent zwischen 18 und 24, 23,6 Prozent zwischen 25 und 44, 24,2 Prozent zwischen 45 und 64 und 22,0 Prozent waren 65 Jahre alt oder älter. Das Medianalter betrug 43 Jahre. Auf 100 weibliche Personen kamen 93,7 männliche Personen und auf 100 Frauen im Alter von 18 Jahren oder darüber kamen 91 Männer.
Das jährliche Durchschnittseinkommen eines Haushalts betrug 34.526 USD, das Durchschnittseinkommen einer Familie betrug 43.156 USD. Männer hatten ein Durchschnittseinkommen von 29.008 USD, Frauen 20.859 USD. Das Prokopfeinkommen betrug 18.888 USD. 8,1 Prozent der Familien und 11,4 Prozent der Einwohner lebten unterhalb der Armutsgrenze.

## Orte im County
- Ammansville
- Carmine
- Cistern
- Dubina
- Ellinger
- Engle
- Fayetteville
- Flatonia
- Floy
- Freyburg
- Glecker
- Halsted
- High Hill
- Holman
- Kovar
- La Grange
- Ledbetter
- Moravia
- Muldoon
- Mullins Prairie
- Nassau
- Nechanitz
- Oquinn
- Plum
- Praha
- Rabbs Prairie
- Round Top
- Rutersville
- Schulenburg
- Shelby
- Stellar
- Swiss Alp
- Waldeck
- Walhalla
- Warda
- Warrenton
- West Point
- Winchester